# Gouvernement Ingermanland
Het gouvernement Ingermanland (Russisch: Ингерманландская губерния, Ingermanlandskaja goebernija) was een gouvernement (goebernija) binnen het keizerrijk Rusland. Het bestond van 1703 tot 1710, ten tijde van de Grote Noordse Oorlog (1700-1714).
De hoofdstad was Sjlisselburg.
Het gouvernement ging op in het gouvernement Sint-Petersburg. 
Ingermanland was het gebied van de Ingriërs. In 1617 werd het Zweeds grondgebied.
Tijdens de Grote Noordse Oorlog werd het gebied weer Russisch grondgebied.
Pas in 1721 werd de oorlog besloten met de Vrede van Nystad en werd de Russische heerschappij over dit gebied erkend.
Tegenwoordig ligt het gebied van het voormalige gouvernement in de oblast Leningrad.